# Vườn quốc gia Carnarvon
Vườn quốc gia Carnarvon nằm trong Vành đai phía xanh phía nam Brigalow ở Trung tâm Queensland (Úc), 593 km về phía tây bắc của Brisbane. Nó bắt đầu cuộc đời với một nơi dự trữ 26.304 ha rừng vào năm 1932 để bảo vệ Carnarvon Gorge và các giá trị cảnh quan nổi bật của nó, di sản văn hóa bản địa và không bản địa của nó, và ý nghĩa địa chất của nó.

## Địa chất
Nằm trong vành đai sa thạch Trung tâm Queensland, và trải dài trên dãy Great Dividing Range, Vườn quốc gia Carnarvon bảo tồn và trình bày các yếu tố quan trọng của lịch sử địa chất Queensland, bao gồm hai bể trầm tích, Bowen và Surat, và núi lửa Buckland. Những mẫu đá trẻ nhất trong khu vực đá bazan của núi lửa Buckland, được đặt xuống khoảng giữa 35 và 27 triệu năm trước. Kể từ thời điểm đó, nước và gió đã bị xói mòn cảnh quan của vườn vào mạng lưới của cát trong vùng đồng bằng, tạo nên những thung lũng và hẻm núi hùng vĩ trên cao nguyên bazan.
Nước ngầm, suối nhiều là những điều rất phong phú trong vườn. Các khu vực cao được bảo vệ trong Vườn quốc gia Carnarvon có giá trị cao đối với các lưu vực trên mặt đất. Năm hệ thống sông chính tăng trong phạm vi ranh giới của công viên: Comet, Dawson, Maranoa, Nogoa, và Warrego. Warrego và Maranoa nằm nội địa của Great Dividing Range trên ranh giới phía bắc của lưu vực sông Murray-Darling.

## Thực vật
Bốn mươi hệ sinh thái khu vực được biết là tồn tại trong công viên và chín trong số chúng được liệt kê như nguy cơ tuyệt chủng, do để thanh toán bù trừ đất quy mô lớn trong khu vực. Hai mươi ba loài thực vật được liệt kê như là hiếm và bị đe dọa (Theo pháp luật Queensland) đã được tìm thấy trong công viên, bao gồm Livistona nitida mang tính biểu tượng (Carnarvon Fan Palm, Carnarvon Gorge), Cadellia pentastylis (Ooline, một phần của Moolayember), và Stemmacantha australis (Loại cây mọc trong cánh đồng ngô ở Úc).